# Tanjong Nie
Tanjong Nie is een bestuurslaag in het regentschap Bireuen van de provincie Atjeh, Indonesië. Tanjong Nie telt 334 inwoners (volkstelling 2010).